# Овсяница каменистая
Овся́ница каменистая (также Овсяница бороздчатая, Овсяница Ганешина, Овсяница скальная; лат. Festuca rupicola) — многолетнее травянистое растение; вид рода Овсяница (Festuca) семейства Злаки (Poaceae).

## Ботаническое описание
Многолетний злак. Растение образует плотные дерновины, с внутривлагалищным возобновлением побегов, влагалища почти до основания расщеплённые. Стебли гладкие, 15-50 (до 60) см высоты. Листья щетиновидные, иногда нитевидные, 0,4-1,1 мм в диаметре, пластинки листьев зелёные. Метёлки рыхлые, 2-8 см длины, веточки метёлок шероховатые. Колоски зелёные, 6,5-8,5 мм длины. Нижняя цветковая чешуя ланцетная, 4,8-5,5 мм длины, с остью 0,5-2,5 мм длины. Цветёт в мае-июле. Анемофил. 2n=42.

## Распространение и местообитание
Европейская часть России, Кавказ, Западная Сибирь (в том числе произрастает на территории ряда заповедников (Башкирский, Воронежский, Галичья гора, Жигулевский им. И. И. Спрыгина, Ильменский им. В. И. Ленина, Кабардино-Балкарский высокогорный, Кавказский, Оренбургский, Северо-Осетинский, Тебердинский, Хопёрский и Шульган-Таш)), Средняя Азия, Восточная и Средняя Европа.

## Хозяйственное значение
Кормовое растение.

### Таксономия
Вид Овсяница каменистая входит в род Овсяница (Festuca) семейства Злаки (Poaceae) порядка Злакоцветные (Poales).
|  |                                      |  |                                                             |                                                             |                 |  | ещё 17 семейств (согласно Системе APG II) | ещё 17 семейств (согласно Системе APG II) |                         |  |  |  | ещё около 300 видов |
|  |                                      |  |                                                             |                                                             |                 |  | ещё 17 семейств (согласно Системе APG II) | ещё 17 семейств (согласно Системе APG II) |                         |  |  |  | ещё около 300 видов |
|  |                                      |  |                                                             | порядок Злакоцветные                                        |                 |  |                                           |                                           | род Овсяница            |  |  |  |                     |
|  |                                      |  |                                                             | порядок Злакоцветные                                        |                 |  |                                           |                                           | род Овсяница            |  |  |  |                     |
|  | отдел Цветковые, или Покрытосеменные |  |                                                             |                                                             | семейство Злаки |  |                                           |                                           | вид Овсяница каменистая |  |  |  |                     |
|  | отдел Цветковые, или Покрытосеменные |  |                                                             |                                                             | семейство Злаки |  |                                           |                                           |                         |  |  |  |                     |
|  |                                      |  | ещё 44 порядка цветковых растений (согласно Системе APG II) | ещё 44 порядка цветковых растений (согласно Системе APG II) |                 |  |                                           | ещё около 600 родов                       | ещё около 600 родов     |  |  |  |                     |
|  |                                      |  |                                                             | ещё 44 порядка цветковых растений (согласно Системе APG II) |                 |  |                                           |                                           | ещё около 600 родов     |  |  |  |                     |